# 友谊勋章 (捷克斯洛伐克)
友谊勋章是捷克斯洛伐克社会主义共和国颁发的国家级勋章奖励，于1976年设立。

## 历史
友谊勋章由1976年12月20日法案设立。该法案于1977年1月1日正式生效。它只颁发给与捷克斯洛伐克社会主义共和国保持友好关系的外国公民。以表彰他们在政治、经济、文化、科学和科技合作等领域，为促进双方友谊、合作与和平发展做出的突出贡献。
随着天鵝絨革命爆发，共產政權倒台後，它于1990年10月15日被正式废除。